# جارستان (كرند)
جارستان (بالفارسية: جارستان) هي مستوطنة تقع في إيران في Korond Rural District. يقدر عدد سكانها بـ 23 نسمة .